# نيل نيتين موكيش
نيل نيتين موكيش (15 يناير  1982 -)، ممثل هندي. ولد في مومباي، عمل في أفلام سينمائية عديدة حقق الشهرة فيها، بدأ مسيرته في السادسة من عمره وتوقف وعاد مرة آخرى في عام 2007.

## روابط خارجية
- نيل نيتين موكيش على موقع IMDb (الإنجليزية)
- نيل نيتين موكيش على موقع قاعدة بيانات الأفلام العربية
- نيل نيتين موكيش على موقع ألو سيني (الفرنسية)
- نيل نيتين موكيش على موقع ميوزك برينز (الإنجليزية)
- نيل نيتين موكيش على موقع أول موفي (الإنجليزية)
- نيل نيتين موكيش على موقع قاعدة بيانات الأفلام السويدية (السويدية)
- نيل نيتين موكيش على موقع قاعدة بيانات الفيلم (الإنجليزية)
- نيل نيتين موكيش على موقع كينوبويسك (الروسية)